# Ультрамен (DC Comics)
Ультрамен (англ. Ultraman) — имя нескольких суперзлодеев, действующих в комиксах DC Comics. Все носители этого имени являются злыми или извращёнными версиями Супермена из других измерений. Создан Гарднером Фоксом и Майком Сековски на основе Супермена Джерри Сигела и Джо Шустера. Впервые появился в Justice League of America № 29 (август 1964 года).

## История публикаций
Ультрамен впервые появился, как злой двойник Супермена с Земли-3. Когда вселенная DC Comics претерпевала расширение — была создана Земля-1, населённая супергероями Серебряного века, и Земля-2, населённая супергероями Золотого века — было решено создать и другие вселенные, отличающиеся от этих двух. Первой такой вселенной стала Земля-3, в которой все злодеи Земли-1 и 2 являются героями, а все герои соответственно — злодеями. Первый Ультрамен был убит во время Кризиса на Бесконечных Землях и Земля-3 была уничтожена штормом анти-материи и была удалена из континуума к концу серии. Этот вариант Ультрамена на краткое время снова возник в серии комиксов «Animal Man» и позже в мини-серии «Бесконечный Кризис».
После Кризиса на Бесконечных Землях DC вернулось к концепции Ультрамена, создав несколько персонажей с этим именем, которые зачастую появлялись лишь в одной истории. Две версии персонажа появились несколько раз каждая. Первая являлась версией Ультрамена из анти-вселенной, она была создана Грантом Моррисоном для графического романа «JLA: Earth 2». Эта версия появлялась несколько раз и была убита в конце событий Финального кризиса. Другая версия, более похожая на оригинального Ультрамена Серебряного века, появилась на просторах Земли-3 после событий «52». Согласно комментариям Гранта Моррисона, эта Земля-3 отнюдь не до-кризисная Земля-3, поэтому персонажи никак не зависят от предыдущих своих версий.

## Биография

### Оригинальный Ультрамен с Земли-3
В отличие от Супермена Ультрамен с Земли-3 становится сильнее каждый раз, когда подвергается воздействию криптонита, изначально открывает совершенно новую суперспособность с каждым новым воздействием. После такого воздействия Ультрамен приобрёл способность проходить сквозь барьер между измерениями, так Синдикат Преступности узнал о существовании альтернативных версий Земли. Это позволило Синдикату атаковать Лигу Справедливости и Общество Справедливости Америки. Ультрамен отличается от Супермена так же тем, что в его вселенной Криптон не взорвался. Где брался криптонит в его измерении, не было объяснено. Однако это, судя по всему, самый обычный криптонит, поскольку Ультрамен получает силы и от криптонита с Земли-1 и Земли-2, получив тепловое зрение, когда Барри Аллен бросил в него немного. Будучи подвержен воздействию огромного количества криптонита парализовало его, поскольку он получил сразу столько много суперсил, что его тело не смогло выбрать, какую использовать, и он застыл прямо на месте. Ультрамен не выглядел пострадавшим после этого, поэтому возможно он может отказываться от сил, или они просто прошли с течением времени.
В начале 1980-х Ультрамен объединился с Лексом Лютором с Земли-1 и Алексеем Лютором с Земли-2 в безуспешной попытке уничтожить Суперменов Земли-1 и Земли-2 (им помогал героический Александер Лютор с Земли-3) Позже Ультрамен присоединился к Синдикату Преступности, объединившемся с путешествующим во времени злодеем по имени Пер Дегатон, который нашёл тюрьму, в которой они были заключены, и выпустил их. Дегатон использовал их в попытке захватить Землю-2, украв ядерные ракеты с Карибского кризиса Земли-Прайм, хотя Синдикат планировал предать его. Однако попытка была безуспешной и Дегатон швырнул их в будущее Земли-1, так что события были стёрты из последующей временной линии. Исходный Ультрамен был убит в 1985 году, в 12-серийной ограниченной серии Crisis on Infinite Earths. Обезумев от факта, что его суперсилы бесполезны в тот самый момент, когда они ему очень нужны, он полетел прямо в облако анти-материи, которое уничтожало Землю-3, сказав Кольцу Силы «Я делаю то, что делал всю мою жизнь. Сражаюсь… до самого конца!»
После его смерти до-Кризисный Ультрамен появился на страницах серии комиксов Animal Man. Там он узнал, что был всего лишь персонажем комикса, который существовал лишь для развлечения других. Он также сражался с Оверменом, другой до-Кризисной альтернативной версией Супермена, инфицированной ЗППП, из-за чего Овермен обезумел и был убит, судя по всему, просто ради убийства. Ультрамен позже исчез в маске Психо-Пирата, кто, к тому времени, был единственным человеком, кто помнил до-Кризсную Мультивселенную.
В ограниченной серии комиксов One Year Later были подсказки, что человек, контролирующий Кандор под именем Кал-Эл, мог быть Ультраменом. Он использовал помощь своих последователей, зовущихся «Мольбопоющих» (англ. Praisesingers) и руководство «Святой Матери». Супергёрл и Пауэр Гёрл сражались с его попытками, что привело к тому, что его культ-подобные последователи усомнились. Лидер также поработил нескольких своих людей, чтоб информация не всплыла. Позже было рассказано, что Кал-Эл действительно Ультрамен — его спасла и промыла мозги Королева Сатурн (англ. Saturn Queen), его «мать» и одна из руководителей «Абсолютной Власти» в серии Superman/Batman. Эта версия является более слабой, поскольку он был дважды серьёзно избит Супергёрл.
Ещё одно воплощение до-Кризисного Ультрамена с Земли-3 появилось в Infinite Crisis, где Александр Лютор-младший, желая создать так называемых «совершенных существ» (англ. perfect beings), взял за модели своего умершего отца, Александра Люторо-старшего (единственного героя Земли-3), Суперменов с Земли-1 и Земли-2, Чудо-женщину (аналогично с Земли-1 и 2) и Ультрамена и Суперженщину с Земли-3.

### Кларк Кент (Ультрамен с Анти-Земли)
В 1999 году Ультрамен был снова представлен, в графическом романе JLA: Earth 2. Синдикат Преступности Америки (англ. Crime Syndicate of America, или CSA) представлен Лиге Справедливости Александром Лютором, героической версией Лекса Лютора из вселенной антиматерии. В текущем континууме CSA пришло из Вселенной Антиматерии, каждый член которой является противоположностью члену Лиги Справедливости.
В отличие от оригинального до-Кризисного Ультрамена с Земли-3 Ультрамен из вселенной антиматерии был полностью переписан к современности, где он лейтенант Кларк Кент, человек-космонавт, с Земли антивселенной и не является инопланетянином, как Супермен. После того, как его корабль взорвался в гиперпространстве, неизвестная раса реконструировала Кента в попытке восстановить пострадавшего космонавта, что кончилось изменением человеческого тела как психически, так и физически, что дало ему способности, аналогичные суперспособностям Супермена. Согласно Александру Лютору, процесс извратил разум Ультрамена. В противоположность Супермену, силы Ультрамена полагаются на воздействие субстанции, называемой Анти-Криптонит; чем дольше и дальше он от него отделён, тем слабее становится. Эта субстанция не влияет на Супермена, так же как и криптонит не имеет эффекта на суперспособности Кларка Кента из антивселенной.
Ультрамен из антивселенной имеет несчастливый брак с Суперженщиной, его коллегой по Синдикату и антиподом Чудо-женщины. Их альтер эго являются альтернативными Кларком Кентом и Лоис Лейн. В начале 2000-х у них появился ребёнок. Однако Суперженщина периодически изменяет ему с другим членом Синдиката, Оулменом, к расстройству Ультрамена. Он обычно стреляет своими лучами между Оулменом и Суперженщиной, как предупреждение, когда видит их вместе, хотя фотографический материал для шантажа, который хранится у Оулмена, останавливает Ультрамена от убийства.
После событий JLA: Earth 2 Кларк Кент из Антивселенной вернулся на Антиземлю и снова возглавил Синдикат Преступности. В попытке восстановить их Землю после разрушения, нанесённого Оружейниками с Кварда (что произошло в первом выпуске JLA/Avengers), Синдикат похитил людей из 52 вселенных, что было показано в серии комиксов Trinity. В выпуске Trinity № 13 Ультрамен, Оулмен и Суперженщина были изгнаны в альтернативное суб-измерение Суперменом после победы Супермена над Ультраменом в честной схватке. Супермен сказал Ультрамену в схватке, что тот факт, что Ультрамен убивает всех своих противников, сделал его слабее Супермена, поскольку уничтожение всех противников в первой же схватке, пока они ещё привыкали к своим силам, а Супермена продолжал сражаться с ними по мере того, как они становились сильнее и сильнее приходилось становиться Супермену.
В Superman Beyond Ультрамен из антивселенной был выбран для путешествия в версию Лимбо вселенной DC, вместе с несколькими другими версиями Супермена, кратко с ними объединившись, пусть и против своей воли, чтобы активировать роботическую версию их же для борьбы с Мэндракком, тёмным Монитором. Их грубая сила объединились в роботе вместе с моральной силой Супермена и прагматичной жестокостью Ультрамена. Во втором выпуске Superman Beyond он был показан превращённым в вампироподобное существо. В семи выпусках Финального Кризиса Ультрамен был, судя по всему, порабощён объединённым Суперменом и его новым мастером, Мэндракком.

### Ультрамен с после-Кризисной Земли-3
В комиксе 52 Неделя серии 52 была показана новая версия Земли-3, как часть Мультивёрсума DC, созданного после Кризиса. В комиксе было показано Общество Преступности Америки, чьи участники были извращёнными версиями оригинального Общества Справедливости Америки, включая Супермена. Имена персонажей не были названы, и команда не была упомянута — были показаны лишь две панели с персонажами, но этот Ультрамен был исходно показан постаревшим, как если бы он был противоположной версией Супермена Земли-2. Когда позже Ультрамен был показан в серии Countdown to Final Crisis, он снова был молодым. Команда Земли-3 — Общество Преступности Америки. Впервые Общество появилось в Countdown Presents The Search for Ray Palmer: Crime Society № 1 (в котором рассказаны происхождения Оулмена, Тэлонса и Джокстера, героическую версию Джокера), написанном Шоном Маккивером и иллюстрированном Джамалом Иглом. В последующих появлениях Общество Преступности появились, как агенты Мультивселенческой армии Монарха. В настоящем Ультрамен с после-Кризисной Земли-3 отсутствует и считается мёртвым вместе с основными членами Общества Преступности Америки, присоединившихся к армии Монарха.

## Силы и способности
Ультрамен обладает, в сущности, теми же криптонианскими суперспособностями, что и Супермен. Единственная разница в названиях некоторых его способностях (суперсила зовётся ультра-силой, супер-зрение ультра-зрением и так далее). Его способности включают полёт, тепловое видение (которое он часто использует, чтобы запугивать или убивать), зрение -рентген и неуязвимость. Также, было показано, что законы действующие на обычного Супермена, имеют обратный эффект на Ультрамене. Это позволило ему поднять книгу с бесконечным количеством страниц, что равно весу с бесконечной массой.

## Вне комиксов
- Ультрамен появился в мультфильме «Justice League: Crisis on Two Earths», озвученный Брайаном Блумом. Ультрамен в фильме является «Боссом боссов» в Синдикате Преступности, говорит и ведёт себя в манере, схожей с итальянскими мафиози. Позже он вернулся в «Лига Справедливости: Кризис на Бесконечных Землях. Часть 1[англ.]», озвученный Мэттом Лантером. Он сохранил свои качества об Земле-3, но ему и Преступному Синдикату уничтожить как и аналогичный вариант Лиги Справедливости Лекса Лютора, так и самого Лютора(голова Лютора висит в роли "охотничьего трофея"). Но, в последние дни Земли-3(от рук Анти-Монитора), Преступный Синдикат захотели защитить свой мир(пусть оно и в их власти но они же родные), и погибли от волны антиматерии. Джонни Квик умер последним.
- Том Уэллинг (играющий также и Кларка Кента) сыграл Ультрамена в десятом сезоне телесериала «Тайны Смолвиля», в эпизодах «Лютор» и «Кент». В сериале Ультрамен представлен в параллельной вселенной, во всём похожей на вселенную Кларка, но после крушения его корабля его нашли не Марта и Джонатан Кенты, а Лайонел Лютор, поэтому и имя его — Кларк Лютор. Вместо «Пятна» или Супермена, в этой вселенной Кларк назвался Ультраменом и носит рубашку с символом Ультрамена на груди.

### «Вселенная DC»
- Ультрамен появляется в фильме Вселенной DC «Супермен» (2025). Его сыграл Дэвид Коренсвет, который играет самого Супермена. Он является генетическим клоном Супермена, созданного Лексом Лютором и управляемого им с помощью специальных команд. Он также носил псевдоним Молот Боравии.